# Ormosia echigoensis
Ormosia echigoensis là một loài ruồi trong họ Limoniidae. Chúng phân bố ở miền Cổ bắc.